# Gehyra punctata
Espèce
Synonymes
- Peropus variegatus var. punctatus Fry, 1914

Gehyra punctata est une espèce de geckos de la famille des Gekkonidae.

## Répartition
Cette espèce est endémique d'Australie-Occidentale en Australie.

## Publication originale
- Fry, 1914 : On a collection of reptiles and batrachians from Western Australia. Records of Western Australian Museum, vol. 1, p. 174-210.